# Tinodes turanicus
Tinodes turanicus là một loài Trichoptera trong họ Psychomyiidae. Chúng phân bố ở miền Cổ bắc.